# O final do camiño
O final do camiño (em castelhano:  El final del camino) é uma série de televisão criada por Alberto Guntín, Xosé Morais e Víctor Sierra, realizada por Miguel Alcantud Díaz, e protagonizada por Antonio Velázquez Bautista, Asier Etxeandia, Javier Rey, entre outros. Foi produzida pela Voz Audiovisual para os canais La 1 da Televisión Española e Televisión de Galicia. Estreou-se na Espanha a 11 de janeiro de 2017.

## Enredo
Ambientada na Península Ibérica no século XI, a série recria a construção da catedral de Santiago de Compostela, através das vivências de três irmãos estabelecidos na cidade galega. Como contexto, os personagens históricos intervêm também na trama, como é o caso do rei Afonso VI de Leão e Castela ou da sua esposa Constança da Borgonha.

## Elenco
- Antonio Velázquez Bautista como Gonzalo de Catoira
- Javier Rey como Pedro de Catoira
- Ismael Martínez como Animal
- Begoña Maestre como Elvira
- Guillermo Barrientos como Estevo de Catoira
- Juan Fernández como bispo Peláez
- Paco Manzanedo como Yusuf
- Joan Massotkleiner como monge
- Antonio Durán "Morris" como Odamiro
- Manuel de Blas como Efraim
- Xabier Deive como Tomás
- Tito Asorey como Simón
- Alejandro Martínez como Remo
- Cristina Castaño como Constança da Borgonha
- Asier Etxeandia como Afonso VI de Leão e Castela

## Episódios
| # | Título                       | Direção                 | Exibição original       | Audiência         |
| - | ---------------------------- | ----------------------- | ----------------------- | ----------------- |
| 1 | "Bienvenidos a Compostela"   | Miguel Alcantud Díaz    | 11 de janeiro de 2017   | 2 170 000 (13,0%) |
| 2 | "Héroes anónimos"            | Miguel Alcantud Díaz    | 18 de janeiro de 2017   | 1 626 000 (9,8%)  |
| 3 | "Dos días"                   | Óscar Pedraza Fernández | 25 de janeiro de 2017   | 1 312 000 (7,5%)  |
| 4 | "Rebelión"                   | Óscar Pedraza Fernández | 1 de fevereiro de 2017  | 1 291 000 (7,8%)  |
| 5 | "La libertad de los hombres" | Miguel Conde Otero      | 8 de fevereiro de 2017  | 1 303 000 (8,1%)  |
| 6 | "Libertad"                   | Miguel Conde Otero      | 15 de fevereiro de 2017 | 1 154 000 (7,1%%) |
| 7 | "El final de un futuro rey"  | Miguel Alcantud Díaz    | 22 de fevereiro de 2017 | 1 147 000 (7,0%)  |
| 8 | "La catedral de Santiago"    | Miguel Alcantud Díaz    | 1 de março de 2017      | 1 132 000 (7,1%)  |